# 9. etape af Tour de France 2012
| Profil for 9. etape       |                            |             |
| Stillingen efter 9. etape |                            |             |
| Placering                 | Rytter / hold              | Tid / point |
| Etapevinder               | Bradley Wiggins (SKY)      | 51.24       |
| 2. plads                  | Chris Froome (SKY)         | + 0.35      |
| 3. plads                  | Fabian Cancellara (RNT)    | + 0.57      |
| 4. plads                  | Tejay van Garderen (BMC)   | + 1.06      |
| 5. plads                  | Sylvain Chavanel (OPQ)     | + 1.24      |
| 41. plads                 | Chris Anker Sørensen (STB) | + 4.26      |
| 55. plads                 | Lars Bak (LTB)             | + 4.51      |
| 68. plads                 | Michael Mørkøv (STB)       | + 5.30      |
| 126. plads                | Nicki Sørensen (STB)       | + 7.14      |
| 176. plads                | Anders Lund (STB)          | + 9.32      |
| Gule trøje                | Bradley Wiggins (SKY)      | 39:09.20    |
| 2. plads                  | Cadel Evans (BMC)          | + 1.53      |
| 3. plads                  | Chris Froome (SKY)         | + 2.07      |
| 4. plads                  | Vincenzo Nibali (LIQ)      | + 2.23      |
| 5. plads                  | Denis Mensjov (KAT)        | + 3.02      |
| Grønne trøje              | Peter Sagan (LIQ)          | 217 p.      |
| 2. plads                  | Matthew Goss (OGE)         | 185 p.      |
| 3. plads                  | André Greipel (LTB)        | 172 p.      |
| Bjergtrøje                | Fredrik Kessiakoff (AST)   | 21 p.       |
| 2. plads                  | Chris Froome (SKY)         | 20 p.       |
| 3. plads                  | Cadel Evans (BMC)          | 18 p.       |
| Ungdomstrøje              | Tejay van Garderen (BMC)   | 39:14.34    |
| 2. plads                  | Rein Taaramäe (COF)        | + 0.42      |
| 3. plads                  | Tony Gallopin (RNT)        | + 0.45      |
| Holdkonkurrence           | RadioShack-Nissan-Trek     | 117:36.25   |
| 2. plads                  | Team Sky                   | + 1.25      |
| 3. plads                  | Omega Pharma-Quick Step    | + 13.25     |
| Mest angrebsivrige rytter | Ikke uddelt                | Ikke uddelt |

Niende etape af Tour de France 2012 var en 41,5 km lang enkeltstart. Den blev kørt mandag den 9. juli fra Arc-et-Senans til Besançon.
Bradley Wiggins sikrede sig sin første etapesejr i Tour de France, og øgede føringen til Cadel Evans samlet med 1 minut og 43 sekunder. Holdkammerat Chris Froome tog andenpladsen og rykkede dermed op på tredjepladsen samlet. Tejay van Garderen tog den hvide ungdomstrøje tilbage.
- Etape: 9. etape
- Dato: 9. juli
- Længde: 41,5 km
- Gennemsnitshastighed: 48,444 km/t

## Mellemtider

### 1. mellemtid, Abbans-Dessus, 16,5 km
|    | Navn               | Land           | Hold                    | Tid    |
| -- | ------------------ | -------------- | ----------------------- | ------ |
| 1  | Bradley Wiggins    | Storbritannien | Team Sky                | 21.05  |
| 2  | Chris Froome       | Storbritannien | Team Sky                | + 0.05 |
| 3  | Tejay van Garderen | USA            | BMC Racing Team         | + 0.29 |
| 4  | Fabian Cancellara  | Schweiz        | RadioShack-Nissan-Trek  | + 0.32 |
| 5  | Sylvain Chavanel   | Frankrig       | Omega Pharma-Quick Step | + 0.39 |
| 6  | Peter Velits       | Slovakiet      | Omega Pharma-Quick Step | + 0.45 |
| 7  | Maxime Monfort     | Belgien        | RadioShack-Nissan-Trek  | + 0.49 |
| 8  | Janez Brajkovič    | Slovenien      | Astana Pro Team         | + 0.54 |
| 9  | Denis Mensjov      | Rusland        | Team Katusha            | + 0.54 |
| 10 | Haimar Zubeldia    | Spanien        | RadioShack-Nissan-Trek  | + 0.56 |
| 11 | Vincenzo Nibali    | Italien        | Liquigas–Cannondale     | + 0.57 |
| 12 | Andreas Klöden     | Tyskland       | RadioShack-Nissan-Trek  | + 1:00 |
| 13 | Tony Gallopin      | Frankrig       | RadioShack-Nissan-Trek  | + 1:02 |
| 14 | Cadel Evans        | Australien     | BMC Racing Team         | + 1:02 |
| 15 | Rui Costa          | Portugal       | Movistar Team           | + 1.05 |

### 2. mellemtid, Avanne-Aveney, 31,5 km
|    | Navn               | Land           | Hold                    | Tid    |
| -- | ------------------ | -------------- | ----------------------- | ------ |
| 1  | Bradley Wiggins    | Storbritannien | Team Sky                | 39.02  |
| 2  | Chris Froome       | Storbritannien | Team Sky                | + 0.16 |
| 3  | Tejay van Garderen | USA            | BMC Racing Team         | + 0.36 |
| 4  | Fabian Cancellara  | Schweiz        | RadioShack-Nissan-Trek  | + 0.38 |
| 5  | Sylvain Chavanel   | Frankrig       | Omega Pharma-Quick Step | + 1.04 |
| 6  | Cadel Evans        | Australien     | BMC Racing Team         | + 1.19 |
| 7  | Peter Velits       | Slovakiet      | Omega Pharma-Quick Step | + 1.23 |
| 8  | Maxime Monfort     | Belgien        | RadioShack-Nissan-Trek  | + 1.23 |
| 9  | Andreas Klöden     | Tyskland       | RadioShack-Nissan-Trek  | + 1.26 |
| 10 | Janez Brajkovič    | Slovenien      | Astana Pro Team         | + 1.28 |
| 11 | Vincenzo Nibali    | Italien        | Liquigas–Cannondale     | + 1.28 |
| 12 | Denis Mensjov      | Rusland        | Team Katusha            | + 1.31 |
| 13 | Haimar Zubeldia    | Spanien        | RadioShack-Nissan-Trek  | + 1.32 |
| 14 | Rui Costa          | Portugal       | Movistar Team           | + 1.41 |
| 15 | Tony Martin        | Tyskland       | Omega Pharma-Quick Step | + 1.47 |

## Resultatliste
|    | Navn               | Land           | Hold                    | Tid    |
| -- | ------------------ | -------------- | ----------------------- | ------ |
| 1  | Bradley Wiggins    | Storbritannien | Team Sky                | 51.24  |
| 2  | Chris Froome       | Storbritannien | Team Sky                | + 0.35 |
| 3  | Fabian Cancellara  | Schweiz        | RadioShack-Nissan-Trek  | + 0.57 |
| 4  | Tejay van Garderen | USA            | BMC Racing Team         | + 1.06 |
| 5  | Sylvain Chavanel   | Frankrig       | Omega Pharma-Quick Step | + 1.24 |
| 6  | Cadel Evans        | Australien     | BMC Racing Team         | + 1.43 |
| 7  | Peter Velits       | Slovakiet      | Omega Pharma-Quick Step | + 1.59 |
| 8  | Vincenzo Nibali    | Italien        | Liquigas–Cannondale     | + 2.07 |
| 9  | Denis Mensjov      | Rusland        | Team Katusha            | + 2.08 |
| 10 | Andreas Klöden     | Tyskland       | RadioShack-Nissan-Trek  | + 2.09 |
| 11 | Maxime Monfort     | Belgien        | RadioShack-Nissan-Trek  | + 2.15 |
| 12 | Tony Martin        | Tyskland       | Omega Pharma-Quick Step | + 2.16 |
| 13 | Haimar Zubeldia    | Spanien        | RadioShack-Nissan-Trek  | + 2.20 |
| 14 | Rui Costa          | Portugal       | Movistar Team           | + 2.22 |
| 15 | Janez Brajkovič    | Slovenien      | Astana Pro Team         | + 2.26 |

## Ekstern henvisning
- Etapeside Arkiveret 14. juni 2012 hos  Wayback Machine på Letour.fr Arkiveret 28. februar 2011 hos  Wayback Machine (fransk) (engelsk)

- Wikimedia Commons har flere filer relateret til 9. etape af Tour de France 2012